# Петер Раухофер
Петер Раухофер е австрийски хаус DJ и продуцент.

## Ранни години
В родния си град Виена започва работа в музикален магазин, което му дава насока за бъдещо развитие – музиката.

## Кариера
В началото на 1980-те години Раухофер вече се изявява като DJ в клубовете около града.
През 1990-те години издава и продуцира първия си сингъл под името Club 69 – „Let Me Be Your Underwear“. Истинският му успех започва в края на 1990-те години, когато отива в Ню Йорк. До края на десетилетието набира сила и става един от сред от най-търсените диджеи след 2000 г.
Тъй като печели голяма репутация на хаус сцената, към него започват да валят предложения от страна на световни звезди като Мадона, Марая Кери, Дженифър Лопес, Уитни Хюстън, Бритни Спиърс, Depeche Mode и много други.
Неговите ремикси влизат дори в списание „Билборд“. Печели и награда Грами, което го нарежда сред малкото диджеи, които са популярни едновременно на ъндърграунд и на поп сцената.

## Личен живот и смърт
Раухофер е гей.
Петер Раухофер умира на 48 години от рак на мозъка на 7 май 2013 г.